# 細川元春
細川 元春（ほそかわ もとはる）は、戦国時代の武将。細川和泉上守護家出身。『地下家伝』では和泉守護とされるが詳細は不明。

## 概要
『地下家伝』によれば、刑部大輔・和泉守護であったとされる。しかし、元春の活動したと思われる時期と同時期（天文5年（1536年）1月以降）には、細川元常に代わって和泉守護を務めている五郎（泉州守護五郎・和泉守護五郎）がおり、『天文日記』によれば天文16年（1546年）3月頃までその活動は確認できる。また、木沢長政による太平寺の戦いの後に元常が発給した感状と同日付・同一の内容・書式の感状が「晴貞」という人物より発給されており、前述の「和泉守護五郎」は元春の兄弟で細川晴貞という名前であったと判明している。
子孫は地下家として幕末まで代々朝廷に仕えている。
「細川之系図」によると一説として細川晴広と同一人物であるとされる。